# Mauritânia
A Mauritânia (em árabe: موريتانيا; transl. Mūrītānyā; em berbere: Muritanya ou Agawej; em uolofe: Gànnaar; em soninquê: Murutaane; em pulaar: Moritani; em francês:  Mauritanie, pronunciado: [moʁitani]), oficialmente República Islâmica da Mauritânia (em árabe: الجمهورية الإسلامية الموريتانية, translit.: al-Jumhūriyyah al-ʾIslāmiyyah al-Mūrītāniyyah), é um país soberano no noroeste da África. Faz fronteira com o Oceano Atlântico a oeste, o Saara Ocidental a norte e noroeste, a Argélia a nordeste, o Mali a leste e sudeste e o Senegal a sudoeste. Em termos de área territorial, a Mauritânia é o 11º maior país da África e o 28º maior do mundo; 90% do seu território está no Saara. A maior parte da sua população, cerca de 4,3 milhões, vive no sul temperado do país, com cerca de um terço concentrado na capital e maior cidade, Nuaquexote, na costa atlântica.
O nome do país deriva de Mauretania, o nome latino para uma região do antigo Magrebe. Estendia-se da atual Argélia central até o Atlântico. Os berberes ocuparam o que hoje é a Mauritânia no início do século III d.C. Grupos de tribos árabes migraram para esta área no final do século VII, trazendo consigo o islamismo, a cultura árabe e a língua árabe. No início do século XX, a Mauritânia foi colonizada pela França como parte da África Ocidental Francesa. Conquistou a independência em 1960, mas desde então passou por golpes recorrentes e períodos de ditadura militar. O golpe de Estado mauritano de 2008 foi liderado pelo General Mohamed Ould Abdel Aziz, que venceu as eleições presidenciais subsequentes em 2009 e 2014. Ele foi sucedido pelo General Mohamed Ould Ghazouani após as eleições de 2019, chefe de um governo autocrático com um histórico de direitos humanos muito ruim, particularmente devido à perpetuação da escravidão; o Índice Global de Escravidão de 2018 estima que existam cerca de 90 mil escravos no país (ou 2,1% da população).
Apesar da abundância de recursos naturais, incluindo minério de ferro e petróleo, a Mauritânia permanece pobre; sua economia é baseada principalmente na agricultura, pecuária e pesca. A Mauritânia faz parte cultural e politicamente do mundo árabe; é membra da Liga Árabe e o árabe é a língua oficial. A religião oficial é o islamismo, e quase todos os habitantes são muçulmanos sunitas. Apesar de sua identidade árabe predominante, a sociedade mauritana é multiétnica; os Bidhan, ou os chamados "mouros brancos", representam 30% da população, enquanto os Haratin, ou os chamados "mouros negros", representam 40%. Ambos os grupos refletem uma fusão de etnia, língua e cultura árabe-berbere. Os 30% restantes da população compreendem vários grupos étnicos subsaarianos.

## Etimologia
O nome do país vem da antiga região da Mauritânia. Esta região, localizada ao norte das Montanhas Atlas, era o território do povo berbere conhecido pelos romanos como Mauri, onde eles vieram a formar um reino. Mais tarde, o Reino da Mauritânia foi anexado por Roma e dividido nas províncias da Mauritânia Tingitana e Mauritânia Cesariense.
O território da Mauritânia moderna, localizado consideravelmente mais ao sul, não corresponde ao da antiga região. O nome "Mauritânia Ocidental" foi proposto por Xavier Coppolani, um oficial da África Ocidental Francesa, quando criou a nova colônia francesa no território da Mauritânia moderna. Este nome, que evoca o do antigo reino berbere, aparece pela primeira vez em 27 de dezembro de 1899 em um documento oficial francês.
Antes de adotar seu nome atual, a Mauritânia era conhecida no mundo árabe como "Bilad Chinguetti " (o país de Chingueti), em referência à cidade de Chingueti, um importante centro comercial, religioso e intelectual.

## História
Do século V ao VII, a migração de tribos berberes do Norte da África expulsou da região os bafures, habitantes originais da atual Mauritânia, ancestrais dos soninquês. Os bafures eram primordialmente agricultores, e estavam entre os primeiros povos do Saara a abandonar o seu estilo de vida tradicionalmente nômade. Com o gradual processo de desertificação da região, migraram para o sul. Seguiu-se uma migração em massa do povo que habitava a região do Saara Central para a África Ocidental, até que em 1076 monges-guerreiros islâmicos (almorávidas) atacaram e conquistaram o antigo Império do Gana, e assumiram o controle da região. Pelos próximos 500 anos os árabes foram a casta dominante da sociedade local, enfrentando resistência feroz da população local (tanto berberes quanto não berberes), da qual a Guerra de Char Bubá (1644–1674) foi o esforço derradeiro e malsucedido. Esta guerra colocou a população da Mauritânia contra invasores árabes da tribo maquil, vindos do Iêmen, liderados pela tribo dos Banu Haçane. Os descendentes desta tribo tornaram-se haçanes, camada mais alta da sociedade moura. Os berberes mantiveram sua influência por terem a maior parte dos marabutos — indivíduos que preservam e ensinam a tradição islâmica. Muitas das tribos berberes alegam origem iemenita (ou árabe em geral), porém há pouca evidência que comprove o fato, embora existam estudos que façam uma ligação entre os dois povos. O hassaniya, um dialeto árabe influenciado pelo berbere, cujo nome é derivado de Banu Haçane, tornou-se o idioma dominante entre a população nômade da época.
A colonização francesa gradualmente absorveu os territórios da atual Mauritânia e Senegal a partir do início do século XIX. Em 1901 o militar francês Xavier Coppolani assumiu o controle da missão colonial. Através de uma combinação de alianças estratégicas com as tribos zauias e pressão militar sobre os guerreiros nômades haçanes, Coppolani conseguiu ampliar o domínio francês por todos os emirados mauritanos: Trarza, Brakna e Tagante rapidamente se submeteram a tratados com os poderes coloniais (1903-1904), porém o Emirado de Adrar, situado ao norte, resistiu por mais tempo, auxiliado pela rebelião anticolonial (jiade) do xeique Maa al-Aynayn. Foi derrotado militarmente em 1912, e incorporado ao território da Mauritânia, que havia sido estabelecido em 1904. A Mauritânia passaria a fazer parte da África Ocidental Francesa a partir de 1920.
A dominação francesa trouxe proibições legais contra a escravidão, e pôs um fim às guerras entre os diferentes clãs. Durante o período colonial a população continuou nômade, porém diversos povos sedentários, cujos ancestrais haviam sido expulsos havia séculos, começaram a retornar aos poucos à Mauritânia. Quando o país obteve sua independência, em 1960, e a capital Nuaquexote foi fundada, no local duma pequena aldeia colonial, Ksar, 90% ainda era nômade. Com a independência, muitas populações indígenas da África subsaariana, como os tuculores, soninquês, e uolofes, entraram na Mauritânia, movendo-se para a área ao norte do rio Senegal. Educados no idioma e nos costumes franceses, muitos destes recém-chegados tornaram-se funcionários, soldados e administradores do novo estado. Este fato, em conjunto com a opressão militar dos franceses, especialmente contra tribos haçanes mais intransigentes, do norte do país, predominantemente mouro, afetou os antigos equilíbrios de poder, e criou novos motivos para conflito entre as populações subsaarianas do sul do país e os mouros e berberes do norte. Entre estes grupos estavam os haratin, uma enorme população de escravos arabizados, devidamente inseridos na sociedade moura, e integrados numa casta inferior. A escravidão é até hoje em dia uma prática comum no país, embora ilegal.
Os mouros reagiram a estas mudanças, e aos apelos dos nacionalistas árabes do exterior, através de uma maior pressão para arabizar diversos aspectos da vida mauritana, como as leis e o idioma. Um cisma acabou por desenvolver-se entre os mouros que consideram a Mauritânia um país árabe, e aqueles que desejam um papel dominante para os povos não mouros, com diversos modelos para a contenção da diversidade cultural do país tendo sido sugeridos sem que qualquer um deles tenha sido implementado com sucesso. Esta discórdia étnica ficou evidente durante os episódios de violência intercomunitária que eclodiram em abril de 1989 (eventos de 1989 e conflito senegalo-mauritano), que já arrefeceram. A tensão étnica e a questão delicada da escravidão — tanto no passado como, em diversas áreas do país, no presente — ainda é um tema de muita força no debate político nacional; porém um número significativo de pessoas de todos os grupos parece procurar uma sociedade mais diversa e pluralista. Foi também um dos últimos países a abolir a escravidão no mundo, somente em 9 de novembro de 1981, pelo decreto n.º 81 234.

## Geografia

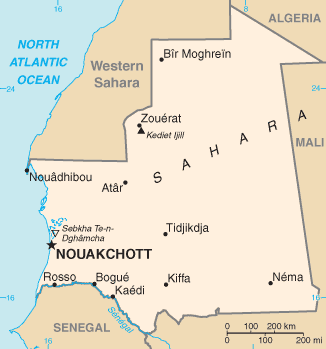
Mapa da Mauritânia

Com 1 030 700 km², a Mauritânia é o 29º país do mundo em extensão, com dimensões comparáveis às do Egito.
A Mauritânia é quase inteiramente plana, com a maior parte do seu território formando planícies vastas e áridas, cortadas por tergos e formações semelhantes a penhascos. Uma série de escarpas, voltadas para o sudoeste, divide longitudinalmente estas planícies, no meio do país. As escarpas também separam uma série de planaltos de arenito, dos quais o mais alto é o Platô de Adrar, que chega a uma altitude de 500 metros.
Diversos oásis sazonais percorrem os sopés de algumas destas escarpas. Alguns picos isolados, frequentemente ricos em minérios, se elevam sobre os planaltos; os menores deles são chamados de guelbs, e os mais altos de kedias. O Guelb er Richat, também conhecido como Estrutura de Richat, tem forma concêntrica, e é um marco importante da região norte-central. Kediet Ijill, próximo à cidade de Zouîrât, tem uma elevação de 1 000 metros, e é o pico mais alto.
Aproximadamente três quartos da Mauritânia são desérticos ou semidesérticos. Como resultado de secas intensas e prolongadas, o deserto vem se expandindo desde a década de 1960. A oeste, entre o oceano e os platôs, alternam-se áreas de planícies argilosas (regs) e dunas de areia (ergs), muitas dos quais deslocam-se ao longo do tempo, movimentadas pelos fortes ventos. As dunas geralmente aumentam de tamanho e movimentam-se mais rapidamente nas regiões situadas ao norte do país.

## Demografia
Em 2021, a população da Mauritânia chegou a 4,3 milhões de pessoas. A expectativa de vida é de aproximadamente 61,14 anos. Entre os grupos étnicos, cerca de 70% são mouros. Destes, 40% são mouros negros (Haratines) e 30% mouros brancos (Beydane). O resto da população são 30% negros de cultura não árabe, como os tuculores, fulas, mandês e jalofos.
Cerca de 99,9% a população é islâmica, sunita, e 0,1 cristã.

### Línguas
O árabe é a língua oficial e nacional da Mauritânia. A variedade falada localmente, conhecida como hassani, contém muitas palavras berberes e difere significativamente do árabe moderno padrão utilizado para comunicação oficial. O pulaar, o soninquê e o uolofe também servem como línguas nacionais. O francês é amplamente utilizado na mídia e entre as classes instruídas.

### Cidades mais populosas
Nuaquexote (capital), Nuadibu (capital comercial, e segunda mais populosa).

## Política
A situação política da Mauritânia sempre foi determinada mais por indivíduos e tribos específicas do que por ideologias. A habilidade dos líderes em exercer seu poder político esteve sempre intimamente ligada ao controle dos recursos, à visão comunitária a respeito de sua habilidade e integridade e considerações tribais, étnicas, familiares e pessoais. O conflito entre os chamados "mouros brancos", "mouros negros" (haratine) e grupos étnicos não mouros (haal pulaars, soninquês, uólofes e bambaras), com ênfase no idioma, propriedade de terras e outras questões, continua a ser o principal desafio à unidade nacional.
A burocracia governamental é composta de ministérios tradicionais, além de agências especiais e companhias paraestatais. O Ministério do Interior comanda  um sistema de governadores e prefeitos regionais, que seguem o modelo do sistema francês de administração local. Sob este sistema, a Mauritânia se divide em treze regiões (vilaietes), incluindo o distrito da capital, Nuaquexote. O controle está fortemente centralizado no ramo executivo do governo central; no entanto, uma série de eleições nacionais e municipais desde 1992 já produziram alguma descentralização, ainda que limitada em seu escopo.
A Mauritânia, juntamente com o Marrocos, anexou o território vizinho do Saara Ocidental em 1976, capturando o terço sul do país a pedido da antiga potência colonial, Espanha. Após diversas derrotas militares na luta contra a resistência local, o Polisário, fortemente armada e apoiada pela Argélia, a Mauritânia foi forçada a recuar em 1979 e sua parte foi tomada pelo Marrocos. Devido à sua economia enfraquecida, a Mauritânia tem tido um papel pouco significante nas discussões sobre as disputas territoriais daquele país e sua posição oficial é de que ela deseja uma solução rápida que seja aceita unanimemente por todas as partes envolvidas. Enquanto o antigo Saara Espanhol ou Ocidental acabou sendo incorporado ao Marrocos, a Organização das Nações Unidas ainda o considera um território que precisa expressar seus desejos a respeito da sua soberania e planeja um futuro referendo a este respeito.
O Ministro do Exterior da Mauritânia Ahmed Sid’Ahmed e seu equivalente israelense David Levy assinaram um acordo em Washington, D.C., nos Estados Unidos, em 28 de outubro de 1999, estabelecendo as relações diplomáticas entre os dois países, na presença da secretária de estado estadunidense Madeleine Albright. A Mauritânia se juntou ao Egito e à Jordânia como únicos membros da Liga Árabe a ter embaixadores em Israel.
Em 31 de janeiro de 2008, o representante permanente da República da Armênia nas Nações Unidas, Armen Martirosyan, assinou um protocolo com Abderahim Ould Hadrami, representante da Mauritânia, estabelecendo as relações diplomáticas entre os dois países.
Ainda em 2008, no dia 6 de agosto, ocorreu um golpe de Estado que depôs o governo civil eleito democraticamente em 2007. Com isso, o presidente Sidi Ould Cheikh Abdallahi e primeiro-ministro Yahya Ould Ahmed El Waghef foram presos. A rádio e a televisão nacionais saíram do ar pouco antes do anúncio.

### Direitos Humanos
Os direitos humanos na Mauritânia são em geral vistos como pobres, segundo vários observadores internacionais, como a Freedom House, o Departamento de Estado dos Estados Unidos e a Amnistia Internacional.
A Amnistia Internacional acusou o sistema jurídico mauritano de funcionar com total desrespeito pelos procedimentos legais, julgamento justo ou prisão humana. A Amnistia Internacional também acusou o governo mauritano de um uso institucionalizado e contínuo de tortura durante décadas.
Os Haratin, mauritanos negros, de origem africana, são discriminados a favor dos Bidans, mauritanos claros, de origem berbere, de quem são muitas vezes escravos, apesar de, no papel, a Mauritânia já ter abolido a escravatura por três vezes.  O governo continua a deter ativistas antiescravistas e antidiscriminação.

## Subdivisões
A Mauritânia está dividida em doze regiões (régions) e um distrito capital, que por sua vez está subdividido em 44 departamentos (département). As regiões, o distrito capital (em ordem alfabética), juntamente com suas capitais, são: 
| Região                        | Capital         |
| ----------------------------- | --------------- |
| Adrar                         | Atar            |
| Assaba                        | Kiffa           |
| Brakna                        | Aleg            |
| Dakhlet Nuadibu               | Nuadibu         |
| Gorgol                        | Kaédi           |
| Guidimaka                     | Sélibaby        |
| Hodh ech Chargui              | Néma            |
| Hodh el Gharbi                | Ayoun el Atrous |
| Inchiri                       | Akjoujt         |
| Nuaquexote (distrito capital) |                 |
| Tagant                        | Tidjikdja       |
| Tiris Zemmour                 | F'dérik         |
| Trarza                        | Rosso           |

## Economia

Principais produtos de exportação da Mauritânia em 2019.

Uma maioria da população depende da agricultura e da pecuária para a sobrevivência, ainda que a maioria dos nômades e praticantes do cultivo de subsistência tenham sido forçados para as cidades, devido às secas recorrentes ocorridas nas décadas de 1970 e 1980. A Mauritânia tem amplos depósitos de minério de ferro, que totalizam quase 50% do total das exportações do país. Com o aumento dos preços dos metais, companhias mineradoras de ouro e cobre abriram minas no interior do país. As águas territoriais mauritanas estão entre as mais ricas em peixes no mundo, porém a exploração abusiva por parte de pescadores estrangeiros tem ameaçado esta fonte vital de renda. O primeiro porto de águas profundas foi aberto perto de Nuaquexote, capital do país, em 1986. Nos últimos anos, as secas e as crises financeiras ocasionaram o aumento da dívida externa. Em março de 1999, o governo assinou um acordo com uma missão conjunta do Banco Mundial e do Fundo Monetário Internacional, visando a fazer os ajustes necessários na situação econômica do país e estabelecer metas de crescimento.
O petróleo foi descoberto na Mauritânia em 2001 no Depósito de Chinguetti. Embora sejam potencialmente significativas para a economia do país, as jazidas foram descritas como "de pequeno porte". A Mauritânia possui 51 blocos confirmados de petróleo — 19 offshore e 32 onshore — mas existem pesquisas em andamento visando a futuras descobertas de campos petrolíferos.

## Cultura
A Mauritânia, juntamente com Madagascar, é um dos únicos dois países do mundo que não utilizam o sistema decimal para a sua moeda, cuja unidade básica, o ouguiya, é composto por cinco khoums.
Outros aspectos da cultura mauritana podem ser vistos em:
- Música da Mauritânia
- Islã na Mauritânia
- Liberdade religiosa na Mauritânia
- Al-Mahethra (Sistema educacional tradicional da Mauritânia)